# Cừu Tsigai

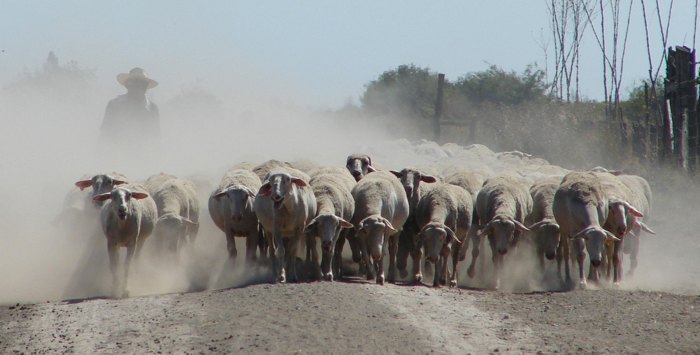
Cừu Hunggary

Cừu Tsigai là một giống cừu nhà bản địa của Hungary. Đây là một giống cừu có nguồn gốc khá lâu đời, chúng được nuôi nhiều ở khu vực các nước trong vùng Balkan thuộc Đông Âu. Chúng là một giống cừu có tầm vóc cỡ trung và được nuôi để lấy thịt cừu đáp ứng cho nhu cầu thịt gia súc của người dân địa phương, giống này đã được phát triển rộng rãi với hai dòng riêng trong khu vực này và chiếm vị trí khá quan trọng trong việc chăn nuôi của dân địa phương.

## Lịch sử giống

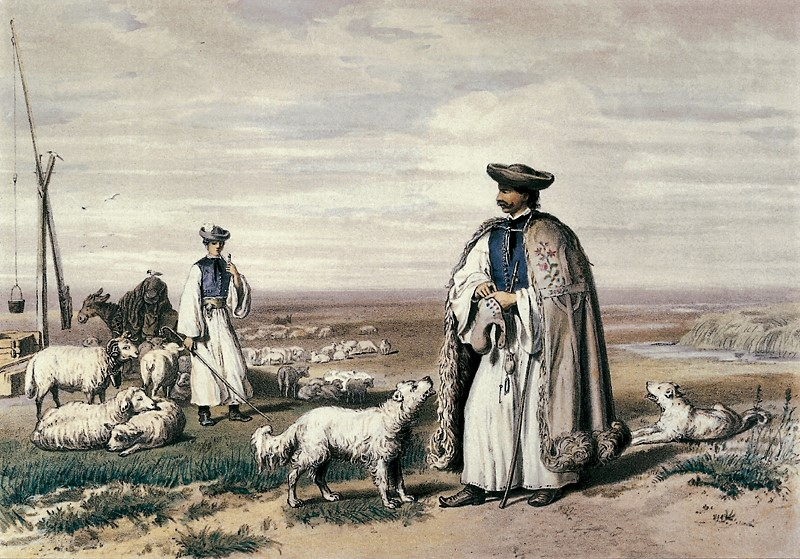
Nguồn gốc cừu ở Hunggary

Các giống cừu này được cho là có nguồn gốc từ vùng Tiểu Á. Nó đã được đưa đến Hungary vào cuối thế kỷ 18 qua khu vực Balkan và Romania, cái tên Hungary cổ xưa chứng minh một thực tế là cừu Zombori, cừu Oláh nhưng họ gọi nó là cừu Berke (ngày nay những người địa phương họ gọi nó là cừu Cigája). Tên của nó bắt nguồn từ chữ þigáie Rumani. Nó đã trở nên phổ biến rộng rãi vì người nuôi nó trong ba điều khác nhau: thịt cừu của chúng, sữa cừu và len mềm mại của nó.
Rất nhiều nông dân ở Transylvania thay đổi cừu bình thường của mình để lấy cừu Tsigai, bởi vì mọi người đã mua len của mình nhiều hơn nữa. Mặc dù nó là một con cừu núi nó chuyển xuống vùng đồng bằng thực sự nhanh chóng. Hầu hết các con cừu Tsigais được nuôi giữ giữa sông Danube và sông Tisza, và đây là nơi mà họ vẫn nuôi chúng sau khi Chiến tranh Thế giới I. Ở Hungary nó không phải là một loài nguy cấp, nhưng họ đang sống trong các đàn giống nhỏ. Tại Moldova nó là giống hàng đầu của cừu nuôi, và nó cũng rất quan trọng ở Romania và Slovakia.

## Đặc điểm
Ngày nay có hai dòng khác nhau của giống cừu Tsigai. Các con cừu đực Tsigai có thể phát triển sừng, nhưng điều này là rất hiếm. Nói chung con cừu có tai lủng lẳng dài, len màu trắng với một số sợi màu đen, và chân và đầu của nó là màu đen hoặc màu nâu sẫm. Màu da của nó là bóng tối và các bộ phận cơ thể được bao phủ với keratin là màu xám đen. Các con cừu Tsigai chỉ sinh những con non mỗi năm một lần, và hiếm khi mang thai đôi. Có hai dòng rõ rệt của giống cừu này:
- Cừu cổ xưa: Là giống cừu rất hữu ích cho ba điều sau đây sữa của nó, thịt và len của nó, được sử dụng trong ngành công nghiệp dệt may. Chiều cao vai của con cừu Tsigai đực là 75–80 cm và của con cừu cái là 60–65 cm. Nó sẽ được vắt sữa cho 5-6 tháng và nó mang lại 40-60 lít sữa. Khi còn nhỏ, màu con chiên 'có màu xám cát. Trong công viên quốc gia Koros-Maroš và trong các trang trại gây giống tin 'có khoảng 10.000 con cừu cái và 50 con cừu đực ở Hungary.
- Cừu nội, Kiểu nòi này thì cừu tsigai được lai cho sữa của nó, kích thước cơ thể của nó là lớn hơn nhiều so với những con cừu Tsigai cổ xưa. chiều cao vai của con đực là 90–100 cm và của con cái là 75–80 cm. Trong giai đoạn vắt sữa nó mang lại 110-120 lít sữa. Cừu non được sinh ra với lông cừu màu đen. Từ năm 1999 nó đã được ghi nhận như một giống cừu riêng biệt, và nó đã được một giống cừu bảo vệ từ năm 2008.

Giống cừu bản địa ở các nước châu Âu có tầm vóc to hơn, hơn nữa là giống kiêm dụng như cừu trưởng thành cừu Tsigai 50–55 kg. Về khuynh hướng sinh trưởng, cừu sinh trưởng cao nhất giai đoạn sơ sinh đến 3 tháng tuổi sau đó có xu hướng giảm dần qua các tháng nuôi. Các giá trị (tăng trọng trung bình hàng ngày) ADG của cừu lai F1 từ sơ sinh đến 90 ngày tuổi giai đoạn này chủ yếu chịu ảnh hưởng cừu mẹ, bởi vì trong giai đoạn này cừu con chủ yếu là uống sữa và thức ăn bổ sung tác động đến tăng cân chưa nhiều. Kiểu gen đóng vai trò quan trọng về tăng trọng (ADG), các giống khác nhau có tốc độ sinh trưởng khác nhau. Giai đoạn từ sơ sinh đến 60 ngày tuổi: 148 gam/ngày, 178,4 gam/ngày cho cừu lai F1 (cừu Dorper x cừu Tsigai), còn ở giai đoạn từ 28-90 ngày ADG đạt 188,9 gam/ngày cũng như giai đoạn sơ sinh - 90 ngày tuổi ADG đạt 199,6 gam/ngày,
Trán chúng phẳng, xương mũi lồi ra, chúng có hố nước mắt, mõm của chúng mỏng, môi hoạt động, răng cửa sắc, nhờ đó chúng có thể gặm được cỏ mọc thấp và bứt được những lá thân cây mềm mại, hợp khẩu vị trên cao để ăn. Chúng có thói quen đi kiếm ăn theo bầy đàn, tạo thành nhóm lớn trên đồng cỏ. Trong da chúng có nhiều tuyến mồ hôi và tuyến mỡ hơn dê. Bởi thế chúng bài tiết mồ hôi nhiều hơn và các cơ quan hô hấp tham gia tích cực hơn vào quá trình điều tiết nhiệt. Mô mỡ dưới da của chúng phát triển tốt hơn dê và ngược lại ở các cơ bên trong của chúng có ít tích lũy mỡ hơn dê.

## Chăn nuôi

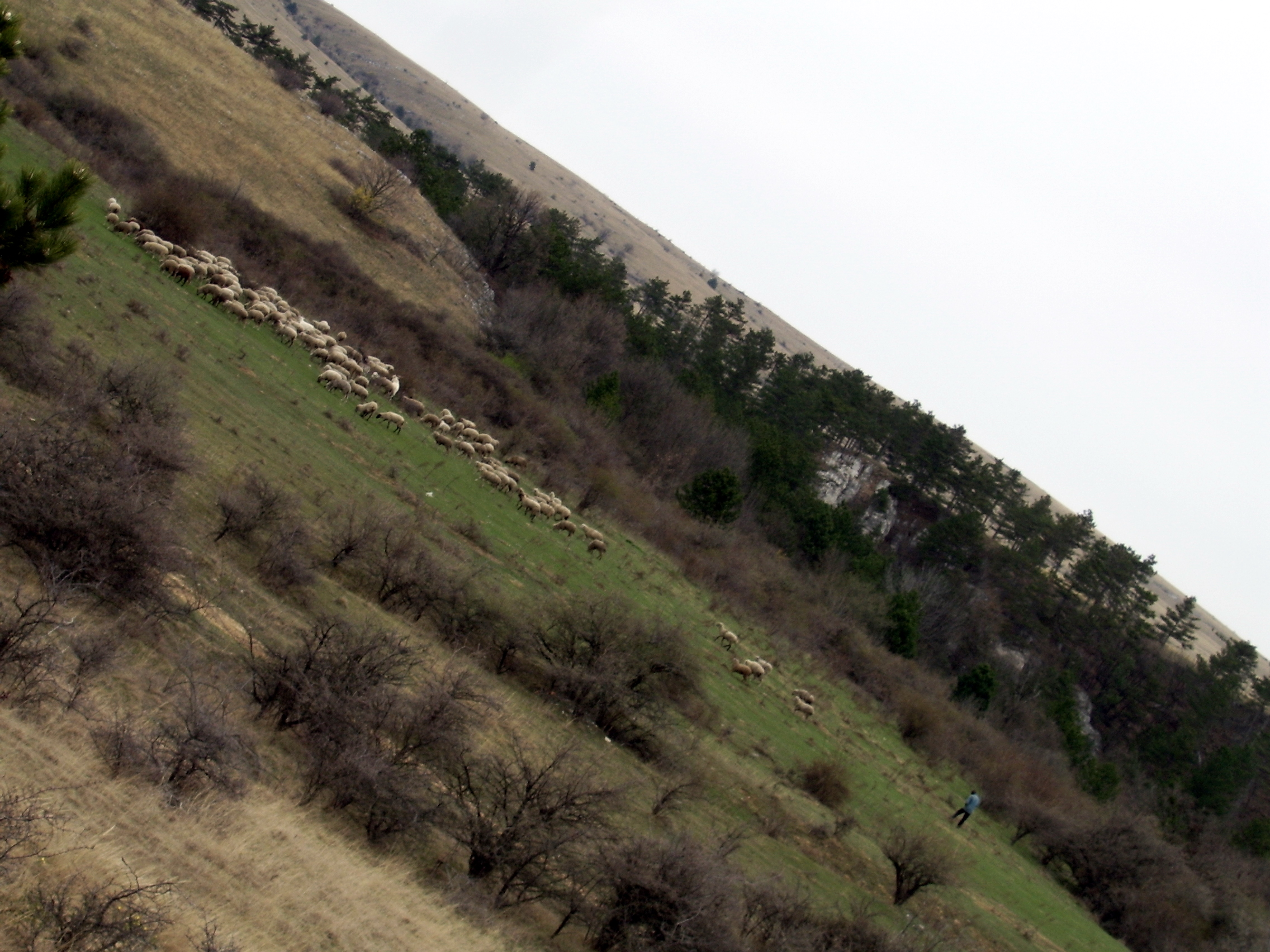
Chăn nuôi cừu ở Hunggary

Chúng có tính bầy đàn cao nên dễ quản lý, chúng thường đi kiếm ăn theo đàn nên việc chăm sóc và quản lý rất thuận lợi. Chúng cũng là loài dễ nuôi, mau lớn, ít tốn công chăm sóc. So với chăn nuôi bò thì chúng là vật nuôi dễ tính hơn, thức ăn của chúng rất đa dạng, thức ăn của chúng là những loại không cạnh tranh với lương thực của người. Chúng là động vật có vú ăn rất nhiều cỏ. Hầu hết chúng gặm cỏ và ăn các loại cỏ khô khác, tránh các phần thực vật có gỗ nhiều. Chúng có chế độ hoạt động ban ngày, ăn từ sáng đến tối, thỉnh thoảng dừng lại để nghỉ ngơi và nhai lại. Đồng cỏ lý tưởng cho chúng như cỏ và cây họ Đậu. Khác với thức ăn gia súc, thức ăn chính của chúng trong mùa đông là cỏ khô.
Chúng là loài ăn tạp, có thể ăn được nhiều loại thức ăn bao gồm thức ăn thô xanh các loại như: rơm cỏ tươi, khô, rau, củ quả bầu bí các loại, phế phụ phẩm công nông nghiệp và các loại thức ăn tinh bổ sung như cám gạo ngũ cốc. Mỗi ngày chúng có thể ăn được một lượng thức ăn 15-20% thể trọng. Chúng cần một lượng thức ăn tính theo vật chất khô bằng 3,5% thể trọng. Với nhu cầu 65% vật chất khô từ thức ăn thô xanh (0,91 kg) và 35% vật chất khô từ thức ăn tinh (0,49 kg). Khi cho chúng ăn loại thức ăn thô xanh chứa 20% vật chất khô và thức ăn tinh chứa 90% vật chất khô.
Nguồn nước uống là nhu cầu cơ bản của chúng. Lượng nước cần cho chúng biến động theo mùa và loại và chất lượng thực phẩm mà chúng tiêu thụ. Khi chúng ăn nhiều trong các tháng đầu tiên và có mưa (kể cả sương, khi chúng ăn vào sáng sớm), chúng cần ít nước hơn. Khi chúng ăn nhiều cỏ khô thì chúng cần nhiều nước. Chúng cũng cần uống nước sạch, và có thể không uống nếu nước có tảo hoặc chất cặn. Trong một số khẩu phần ăn của chúng cũng bao gồm các khoáng chất, hoặc trộn với lượng ít.
Tỷ lệ nuôi sống không bị ảnh hưởng của kiểu gen hay giống cừu kết quả này mà chịu ảnh hưởng các yếu tố chính ảnh hưởng đến tỷ lệ nuôi sống bao gồm: tuổi cừu con, lứa đẻ, khối lượng sơ sinh, dinh dưỡng, kiểu sinh (đẻ đơn, đẻ đôi) của cừu mẹ và mùa đẻ. Bên cạnh đó chủ yếu chịu ảnh hưởng chăm sóc nuôi dưỡng, quản lý và các yếu tố điều kiện môi trường nơi nuôi giữ. Chính vì vậy để nâng cao tỷ lệ nuôi sống cần phải cải thiện khối lượng sơ sinh bằng việc cải thiện dinh dưỡng cho cừu mẹ trước khi đẻ, đặc biệt chú ý chăm sóc những cừu mẹ thể trạng gầy trong thời kỳ mang thai hoặc mang thai đôi.Tỷ lệ nuôi sống có liên quan trực tiếp đến khối lượng sơ sinh và có mối quan hệ đến khối lượng cai sữa, lứa đẻ, cũng như tuổi cừu mẹ. Vì vậy khi cừu mẹ trưởng thành thì khả năng dự trữ dinh dưỡng tốt hơn và có khả năng cung cấp sữa đủ để nuôi con hơn cừu đẻ lứa đầu.

## Chăm sóc
Sau khi cho phối giống 16-17 ngày mà không có biểu hiện động dục lại là có thể cừu đã có chửa, Căn cứ vào ngày phối giống để chuẩn bị đỡ đẻ cho cừu (thời gian mang thai của cừu 146-150 ngày) nhằm hạn chế cừu sơ sinh bị chết; Có thể bồi dưỡng thêm thức ăn tinh và rau cỏ non cho cừu có chửa nhưng tuyệt đối tránh thức ăn hôi mốc; Khi có dấu hiệu sắp đẻ (bầu vú căng, xuống sữa, sụt mông, âm hộ sưng to, dịch nhờn chảy ra, cào bới sàn…) nên nhốt ở chuồng riêng có lót ổ rơm và chăn dắt gần, tránh đồi dốc.
Thông thường cừu mẹ nằm đẻ nhưng cũng có trường hợp đứng đẻ, tốt nhất nên chuẩn bị đỡ đẻ cho cừu; Sau khi đẻ cừu mẹ tự liếm cho con. Tuy nhiên, vẫn phải lấy khăn sạch lau khô cho cừu con, nhất là ở miệng và mũi cho cừu con dễ thở. Lấy chỉ sạch buộc cuống rốn (cách rốn 4–5 cm), cắt cuống rốn cho cừu con và dùng cồn Iod để sát trùng; Giúp cừu con sơ sinh đứng dậy bú sữa đầu càng sớm càng tốt (vì trong sữa đầu có nhiều kháng thể tự nhiên); Đẻ xong cho cừu mẹ uống nước thoải mái (có pha đường 1% hoặc muối 0.5%).
Cừu con trong 10 ngày đầu sau khi đẻ cừu con bú sữa mẹ tự do; Từ 11-21 ngày tuổi cừu con bú mẹ 3 lần/ngày, nên tập cho cừu con ăn thêm thức ăn tinh và cỏ non, ngon; 80-90 ngày tuổi có thể cai sữa. Giai đoạn này phải có cỏ tươi non, ngon cho cừu con để kích thích bộ máy tiêu hóa phát triển (đặc biệt là dạ cỏ) và bù đắp lượng dinh dưỡng thiếu hụt do sữa mẹ cung cấp không đủ; Cừu sinh trưởng và phát triển nhanh, mạnh ở giai đoạn này.